# Come i fiori sulla sabbia
Come i fiori sulla sabbia (모래에도 꽃이 핀다?, Morae-edo kkoch-i pindaLR; lett. "I fiori sbocciano anche sulla sabbia") è una serie televisiva sudcoreana trasmessa su ENA dal 20 dicembre 2023 al 31 gennaio 2024. Internazionalmente è disponibile su Netflix.

## Trama
Kim Baek-doo è un lottatore di ssireum che medita di ritirarsi, quando improvvisamente la sua amica d'infanzia Oh Yoo-kyung diventa manager della sua squadra. Con l'aiuto di persone come Min Hyun-wook e Joo Mi-ran, del nuovo allenatore Kwak Jin-soo e del migliore amico di Baek-doo, Jo Seok-hee, lavorano insieme per salvare la squadra, ormai sull'orlo dello scioglimento.

## Personaggi e interpreti
- Kim Baek-doo, interpretato da Jang Do-yoon
- Oh Yoo-kyung, interpretata da Lee Ju-myoung
- Min Hyun-wook, interpretato da Yoon Jong-seok
- Joo Mi-ran, interpretata da Kim Bo-ra
- Kwak Jin-soo, interpretato da Lee Jae-joon
- Jo Seok-hee, intewrpretato da Lee Joo-seung